# Dix infernal
Dix infernal es el álbum debut de la banda japonesa Moi dix Mois, lanzado el 19 de marzo de 2003. Alcanzó el número # 77 en el Oricon Style Albums Weekly Chart y se mantuvo en las listas durante dos semanas.

## Lista de canciones
Todas las canciones escritas y compuestas por Mana. 
| N.º   | Título                   | Duración |  |
| 1.    | «Dix infernal»           | 0:42     |  |
| 2.    | «La dix croix»           | 5:06     |  |
| 3.    | «front et baiser»        | 4:30     |  |
| 4.    | «Ange»                   | 3:59     |  |
| 5.    | «tentation»              | 5:36     |  |
| 6.    | «Solitude»               | 3:57     |  |
| 7.    | «Pessimiste»             | 3:47     |  |
| 8.    | «Gloire dans le silence» | 3:19     |  |
| 9.    | «L'intérieur Dix»        | 0:42     |  |
| 10.   | «Détresse»               | 4:35     |  |
| 11.   | «Priére»                 | 3:34     |  |
| 12.   | «Dialogue Symphonie-x»   | 3:10     |  |
| 13.   | «Dix Est Infini»         | 0:28     |  |
| 44:48 |                          |          |  |